# Mizda
Mizda ou Mesda (em berbere: ⵎⵉⵣⴷⴰ) é cidade das montanhas Nafuça, na Líbia. Entre 1983 e 1987 e novamente desde 2001, foi capital do distrito de Mizda, atualmente abolido e cujo território foi incorporado no distrito de Jabal Algarbi. Surgiu ainda em período romano como um forte, mas desaparece no fim da Antiguidade. Reaparece séculos depois, quando serviu como base militar otomana e depois italiana.

## História

### Período romano
Mizda foi sítio de um forte romano e era ponto final da estrada "Sofeguim Superior" que ramificava da estrada local principal em Tenteu (Zintane), bem como ponto de cruzamento de outra estrada e duas rotas de caravanas; presume-se que Valério Festo conduziu expedição ao território garamante através da rota de Mizda. O forte não sobreviveu, mas a julgar a presença de vestígios de possíveis fortins a noroeste em Medina Ragda, próximo a clausura de Hade Hajar (que produziu cerâmica do final do século I e começo do II), e sul, onde vários prédios pequenos (de cerâmica coetânea àquela de Medina Ragna), um deles de alvenaria de silhar, Mizda talvez serviu como centro militar. Sua localização exata é incerta, mas se sugere que está sob a vila ocidental moderna no oásis local e à época estaria na fronteira de duas tribos líbias, os macas e fazânios. Ao que parece Mizda ainda estava ocupava em 275, ano do último marco miliar datado.
Durante a Antiguidade Tardia e além, Mizda formou uma comunidade cristã. Perto dali, no uádi Sofeguim Superior, foi escavada uma igreja em Chafagui Amir, uma das únicas duas igrejas conhecidos no pré-deserto líbio (a outra é Soco Oti, no uádi Buzra, ao sul de Beni Ualide); segundo escavações conduzidas em 1989, notou-se que ambos os edifícios são exemplos do padrão arquitetônico tripolitano pré-bizantino. Após a conquista bizantina em 533, contudo, batistérios cruciformes foram adicionados em ambos os edifícios em conformidade com o padrão bizantino.

### Idade Moderna
Após a conquista da Líbia pelo Império Otomano em 1551, os turcos construíram uma fortaleza sobre uma colina a oeste da cidade velha. A casa do explorador alemão da África, Heinrich Barth (1821–1865), A casa do explorador alemão da África,  (1821-1865), que se dirigiu ao sul numa expedição anglo-germânica e, entre outras coisas, descreveu vestígios antigos na área, sobreviveu até hoje; outro membro dessa expedição foi Adolf Overweg (1822–1852). Em 7 de abril de 1850, os pesquisadores chegaram ao pequeno oásis com algumas centenas de habitantes. O oásis, ainda importante centro de caravanas, naquela época consistia em dois distritos e estava cercado por cerca de 200 palmeiras e alguns campos de cevada e trigo. Ambos os distritos foram separados um do outro com uma fortaleza cercada por uma parede dupla com várias torres e lacunas. Antes do período turco, os dois lugares deveriam estar em guerra constante.
Em 1864, foi visitada pelo alemão Gerhard Rohlfs durante suas expedições exploratórias no Saara. Após vencer a Guerra ítalo-turca (1911–1912), os italianos se estabeleceram na Tripolitânia e ocuparam Mizda em julho de 1913. Ordenaram a construção de um forte ao sul da cidade velha, aproveitando às suas muralhas pedras e inscrições da região e de Mizda, que foram recuperadas ao fim da II Guerra Mundial. O Império Otomano não aceitou isso e contactou os senússitas que agiam contra a influência de Constantinopla sobre a Líbia. Uma aliança foi concluída, e os senússitas fizeram intensa resistência. Em janeiro de 1915, devido aos atritos, a autoridade italiana foi reduzida no Fezã, restringindo-se grosseiramente à linha Mizda-Nalute. Em 29 de abril, o comando italiano em Trípoli ordenou que expedição fosse conduzida contra os senússitas ao sul de Mizda, mas foi quase destruída. A derrota gerou desordem e permitiu que os líbios ocupassem Sinauane, Mizda e Cussabate. Apesar disso, os italianos retomaram Mizda em fevereiro de 1924. Em janeiro de 1943, algumas das últimas tropas italianas em Fezã reuniram-se em Mazda conforme o exército francês avançava, mas a guarnição de rendeu-se após ataque dia 16.

### Guerra Civil Líbia
Em 2011, durante a Guerra Civil Líbia, milhares de pessoas de Bani Ualide foram obrigadas a fugir de suas residências em direção a Mizda, Tininai e Nasma. Em 28 de março registrou-se ataques aéreos em zonas civis e militares de Gariã e Mizda e em 6 de abril, dois médicos norte-coreanos que atuavam no hospital de Mizda foram gravemente feridos por ataque das forças aliadas no local. Em 10 de maio, as forças aliadas destruíram 15 depósitos de munições próximos de Mizda dos lealistas. Em 4 de junho, outro depósito de munição do governo foi bombardeado pelas forças de OTAN próximo da cidade. Em 15 de agosto, os insurgentes tomaram a base militar de Mizda e em meados de setembro, ordens foram emitidas para que depósitos de armas lealistas ao sul da cidade. Segundo boletim da Cruz Vermelha emitido em 20 de outubro, foi entregue aos refugiados o equivalente a um mês de rações alimentares, itens de higiene, comida, leite e fraldas para bebês.
Em outubro de 2012, o governo empregou milicianos de Mizda, Zintane e outros locais para ajudar a reprimir os conflitos endêmicos que ocorreram em várias partes do país, e sua ação levou a morte de aproximadas 200 pessoas. Entre março de 2013 de agosto e 2014, a Human Rights Watch documentou 26 ataques separados em estações de rádio e televisão em Trípoli, Bengasi, Mizda, Zauia e Derna. Em abril de 2013, agências humanitárias fornecerem comida, suprimentos médicos e outros quites com cobertores e utensílios para cozinhar aos refugiados de várias localidades das montanhas Nafuça que fugiram para Mizda. Em junho de 2017, com a divisão da Universidade da Montanha Ocidental em duas e a subsequente criação das Universidades de Gariã e Zintane, a Faculdade de Artes e Ciências sediada em Mizda ficaram sob jurisdição de Gariã.
Em 18 de agosto de 2017, um comitê de reconciliação foi convocado em Bani Ualide para assegurar a paz entre os habitantes de Zintane e os maxaxias de Auinia e arredores. Decidiu-se que membros dos maxaxias que atualmente estavam em Mizda poderiam retornar para suas casas e que não haveria mais lutas nem disputas mediante a mídia ou outros meios. Apesar de sua libertação, pouco se fez para ajudar os maxaxias a retornarem, o que levou a um grupo de jovens a ameaçarem tomarem ação se o Conselho Presidencial não começasse a conversar imediatamente com os anciãos da tribo sobre a volta para Auinia. Isso levou a um encontro entre os anciãos e o representante do CP Amade Maetigue, no qual se prometeu que ele visitaria Auinia e levaria as reclamações dos maxaxias.
Em 15 de setembro, um festival equestre tribal tradicional, que dura dois dias, foi realizado em Mizda e atraiu espectadores e participantes de uma ampla área, incluindo Nasma, Axguiga e Fassanu. Em 27 de setembro, três crianças se afogaram em um dos vales na zona de Mizda devido ao aguaceiro torrencial causado por uma tempestade; chuvas severas registradas em Mizda e algumas vilas próximas teria causado o transbordar dos vales locais. Em 29 de setembro, dois membros do conselho social da tribo dos uarfalas de Bani Ualide, os xeiques Camis Esbaga e Abedalá Natate, e outros dois que acompanhavam-nos foram mortos quando o carro deles foi atacado pela manhã na estrada ao note de Mizda em direção a Gariã. O Conselho Presidencial emitiu nota no dia seguinte condenando o assassinato.

## Geografia
Mizda está localizada nas planície do uádi Sofeguim Superior, um semi-deserto de cascalho e pedregulhos (hamada). A vasta bacia de Sofeguim é o mais importante e maior vale seco da Tripolitânia e com seus muitos afluentes forma sistema fluvial incontrolável. Se estende da cidade de Zintane nas terras altas das montanhas Nafuça ao sul. Ai começa uma seção íngreme, parcialmente atravessada por grandes vales secos, que finalmente cai em Fezã. Nesta fase, o uádi Sofeguim corre em arco em forma de crescente ao longo dos lados sul e sudeste das montanhas Nafuça à planície costeira de Misurata.